# Kalanchoe lanceolata
Kalanchoe lanceolata là một loài thực vật có hoa trong họ Crassulaceae. Loài này được (Forssk.) Pers. miêu tả khoa học đầu tiên năm 1805.